# Сухочев, Иван Константинович
Иван Константинович Сухочев — советский хозяйственный, государственный и политический деятель, Герой Социалистического Труда.

## Биография
Родился в 1920 году в селе Покровское. Член КПСС с 1944 года.
Участник Великой Отечественной войны. С 1947 года — на хозяйственной, общественной и политической работе. В 1947—1985 гг. — председатель сельского Совета в Черемисиновском районе, инструктор райкома ВКП(б), председатель колхоза «Новая жизнь» Черемисиновского района, председатель колхоза «8 марта» Щигровского района Курской области.
Указом Президиума Верховного Совета СССР от 11 декабря 1973 года присвоено звание Героя Социалистического Труда с вручением ордена Ленина и золотой медали «Серп и Молот».
Избирался депутатом Верховного Совета СССР 9-го созыва.
Умер в Курске в 2016 году.